# Paul Freier
Paul Freier (Bytom, Szilézia, Lengyelország, 1979. július 26. –) német labdarúgóhátvéd.

## Pályafutása

### A válogatottban
2000-től a német U21-es csapatban játszott, ahol 13 alkalommal lépett pályára és két gólt szerzett. 2002-ben meghívást kapott a német válogatottba. Május 9-én mutatkozott be a Kuvait elleni 7–0-s győzelem során. 2007-ig összesen 19 alkalommal lépett pályára a német nemzeti együttesben, és egy gólt szerzett.